# 嘉樂恒
嘉乐恒（英語：William James Calhoun，1848年10月5日—1916年9月19日），是美国的政治家、律师，美国总统威廉·麦金莱的私人好友，曾担任驻中华民国公使。